# Liberec (distrito)

Liberec é um distrito da República Checa na região de Liberec, com uma área de 925 km² com uma população de 159.006 habitantes (2002) e com uma densidade populacional de 172 hab/km².